# 織姫神社 (足利市)

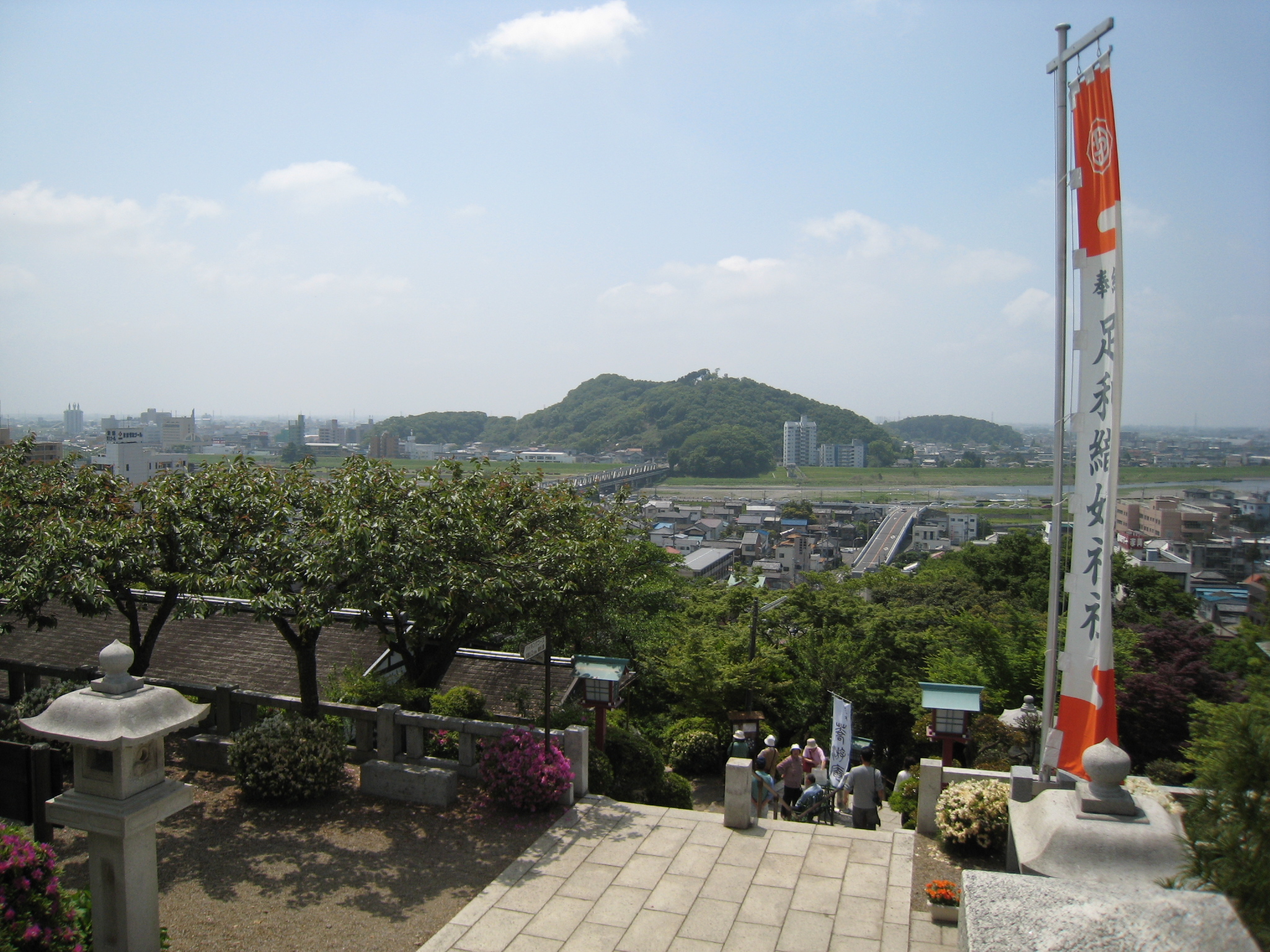
織姫神社から眺めた足利市街地と渡良瀬川

織姫神社（おりひめじんじゃ）は、栃木県足利市西宮町にある神社である。地名を冠して足利織姫神社（あしかがおりひめじんじゃ）とも称される。

## 概要
1200年以上の伝統と歴史をもつ足利織物の守り神であり織姫山の中腹に建つ朱塗りの美しい神殿は足利名勝のひとつともなっている。古墳跡もある。
1705年（宝永2年）に土地住民により創建された。のちに通4丁目の八雲神社の境内社としてまつられた。そして織姫神社は1879年（明治12年）8月24日に通4丁目の八雲神社から織姫山に遷座されたが、1880年（明治13年）9月10日に火災により焼失した。しばらく仮宮のままであったが、1934年（昭和9年）に再建事業を開始し、1937年（昭和12年）に現在の社殿が完成した。平等院鳳凰堂をモデルとしたという。
織姫神社は一時衰退したが、平成期になってから林吉郎によって再興された。
祭神は天御鉾命（服部連祖）と八千々姫命である。
神社造営碑は幅2.7メートル、高さ7.5メートルで題額は金子堅太郎、撰文は徳富蘇峰、書は書家の岩澤亮弌の手による。
2004年（平成16年）6月9日に社殿・神楽殿・社務所・手水舎が登録有形文化財に登録された。
2010年（平成22年）7月より織姫神社と同市内の門田稲荷神社（下野國一社八幡宮境内社）を中心にあしかがひめたまという萌えおこしが行われている。縁結びにご利益があるとされ、2014年（平成26年）に恋人の聖地に選定された。
2014年（平成26年）7月に織姫神社入口歩道橋下に「ひめちゃんひろば」という休憩所、案内所が建設された。地域の個人が足利市活性化のために土地を購入、足利元気隊/いいねこ。のみせ（同市内の民間団体）が同所を管理し織姫神社への観光客や地域住民の休憩所となっている。また同月、隣接する織姫公園とともに日本夜景遺産の認定を受けた。2017年（平成29年）、月の風景が一般社団法人「夜景観光コンベンション・ビューロー」の選ぶ「日本百名月」に認定された。

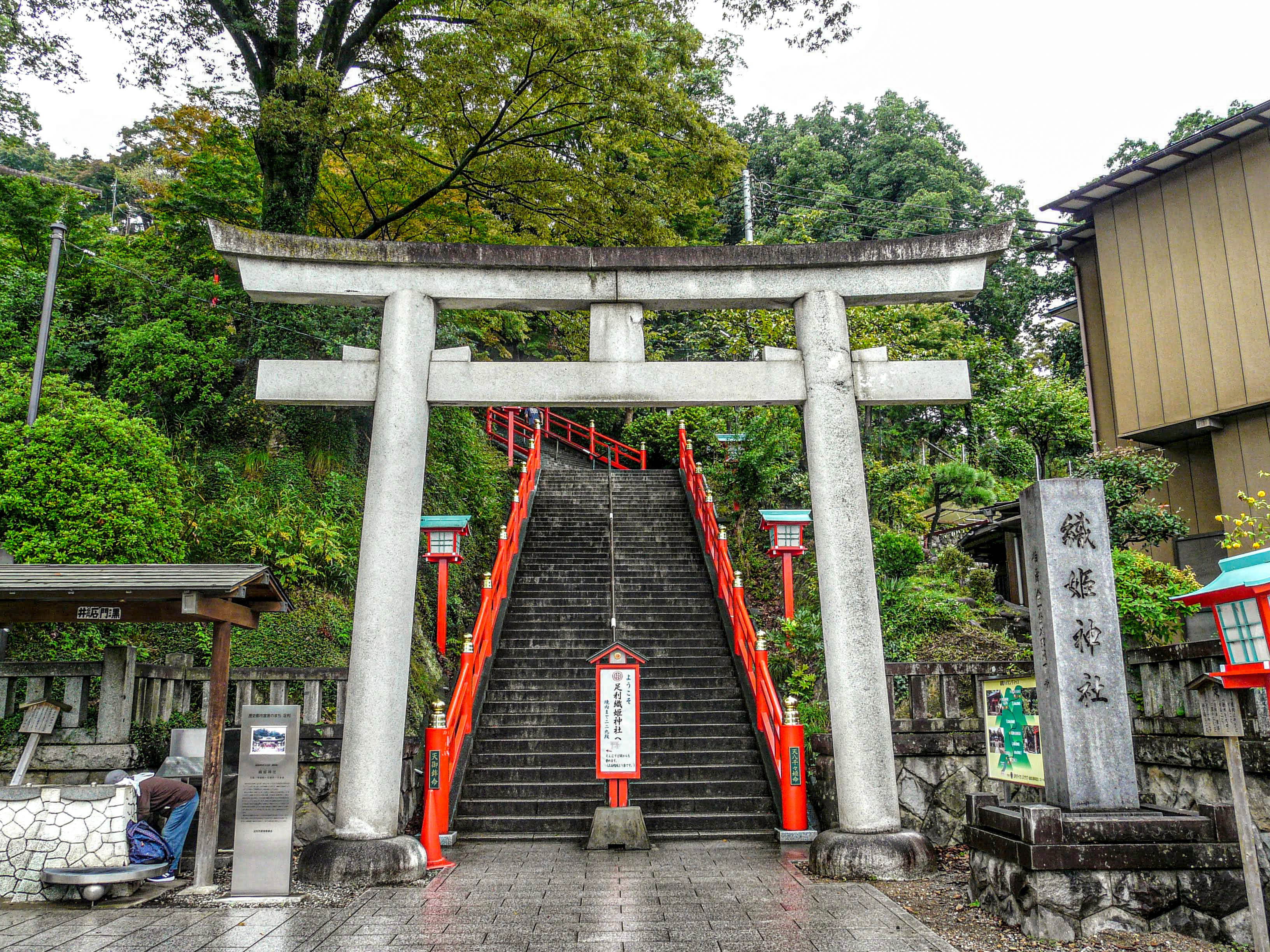
境内入り口の鳥居と社号標
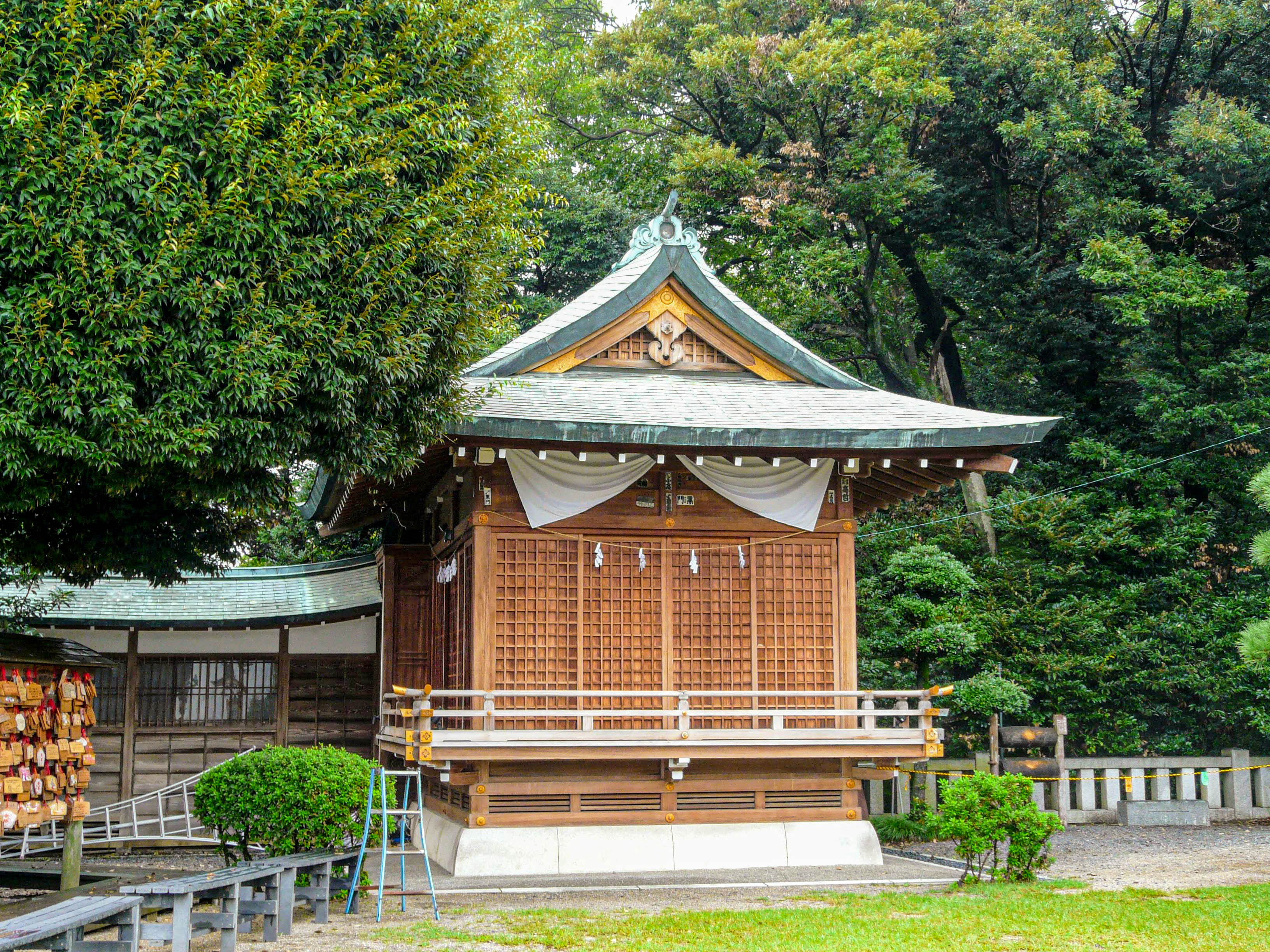
神楽殿
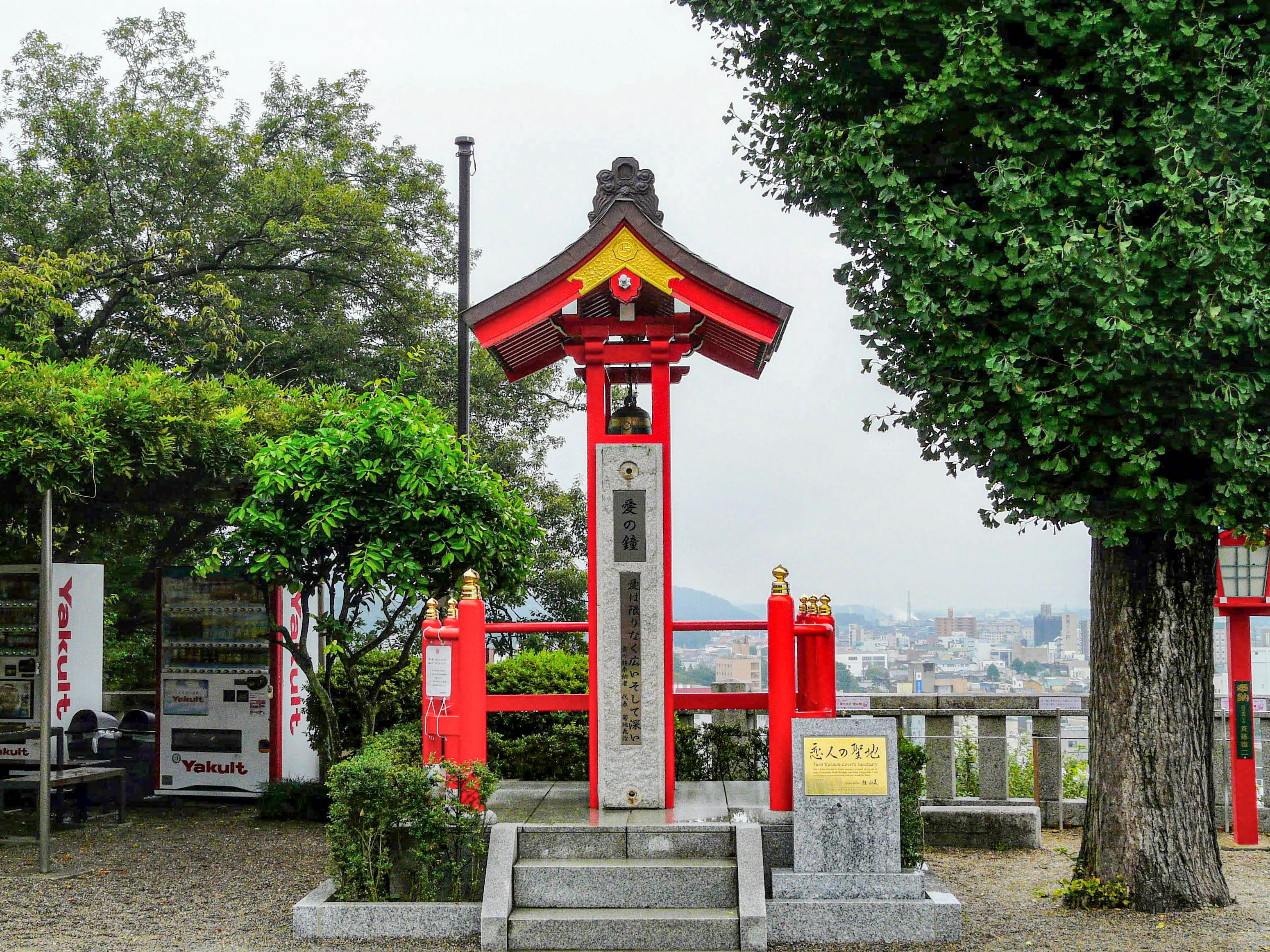
恋人の聖地 愛の鐘

## 周辺
神社周辺は足利県立自然公園となっており、境内はハイキングコースの発着点でもある。神社裏の織姫山一帯は、1976年（昭和51年）に明治百年記念事業として造成された織姫公園になっている。

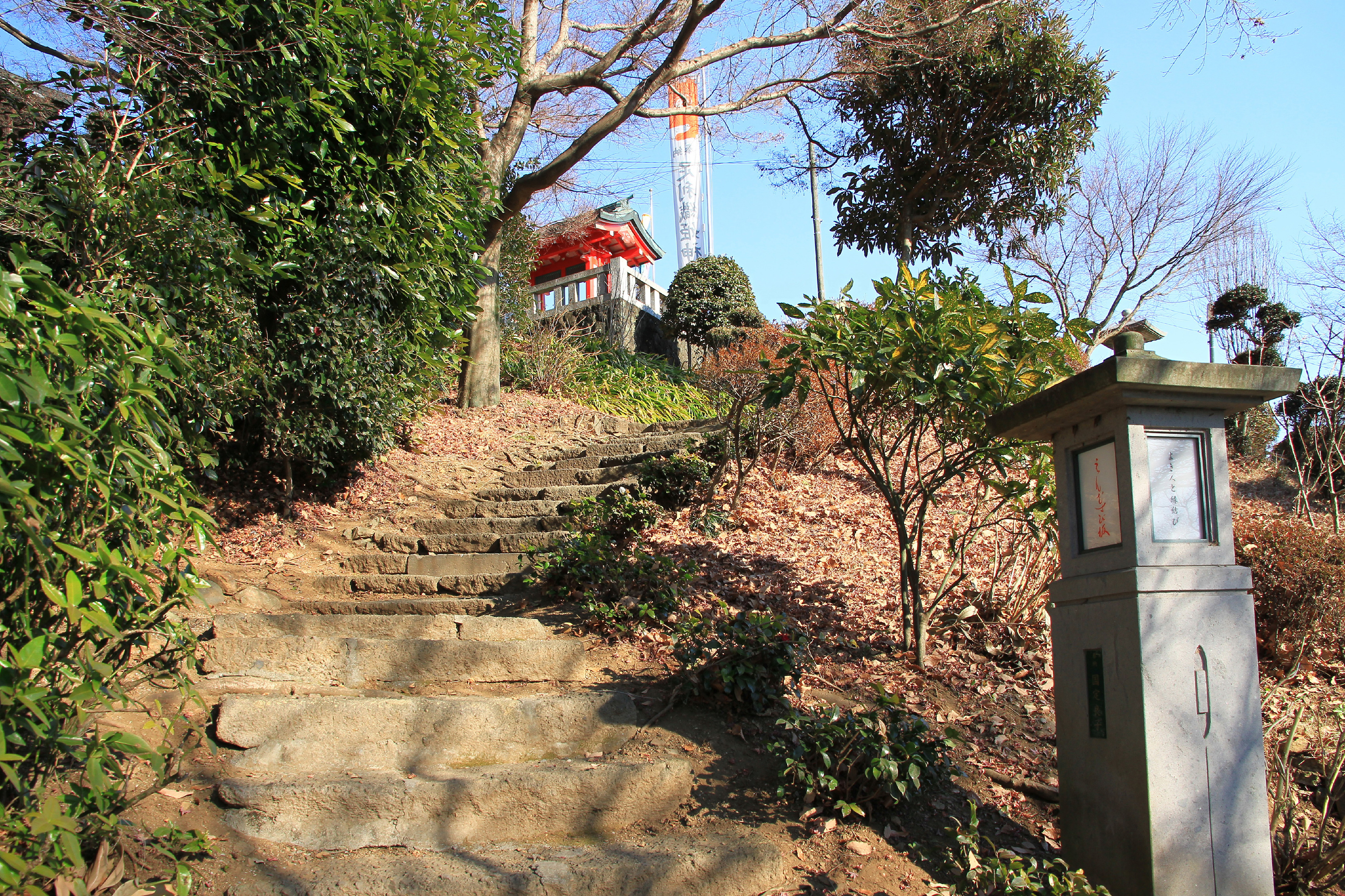
縁結び坂
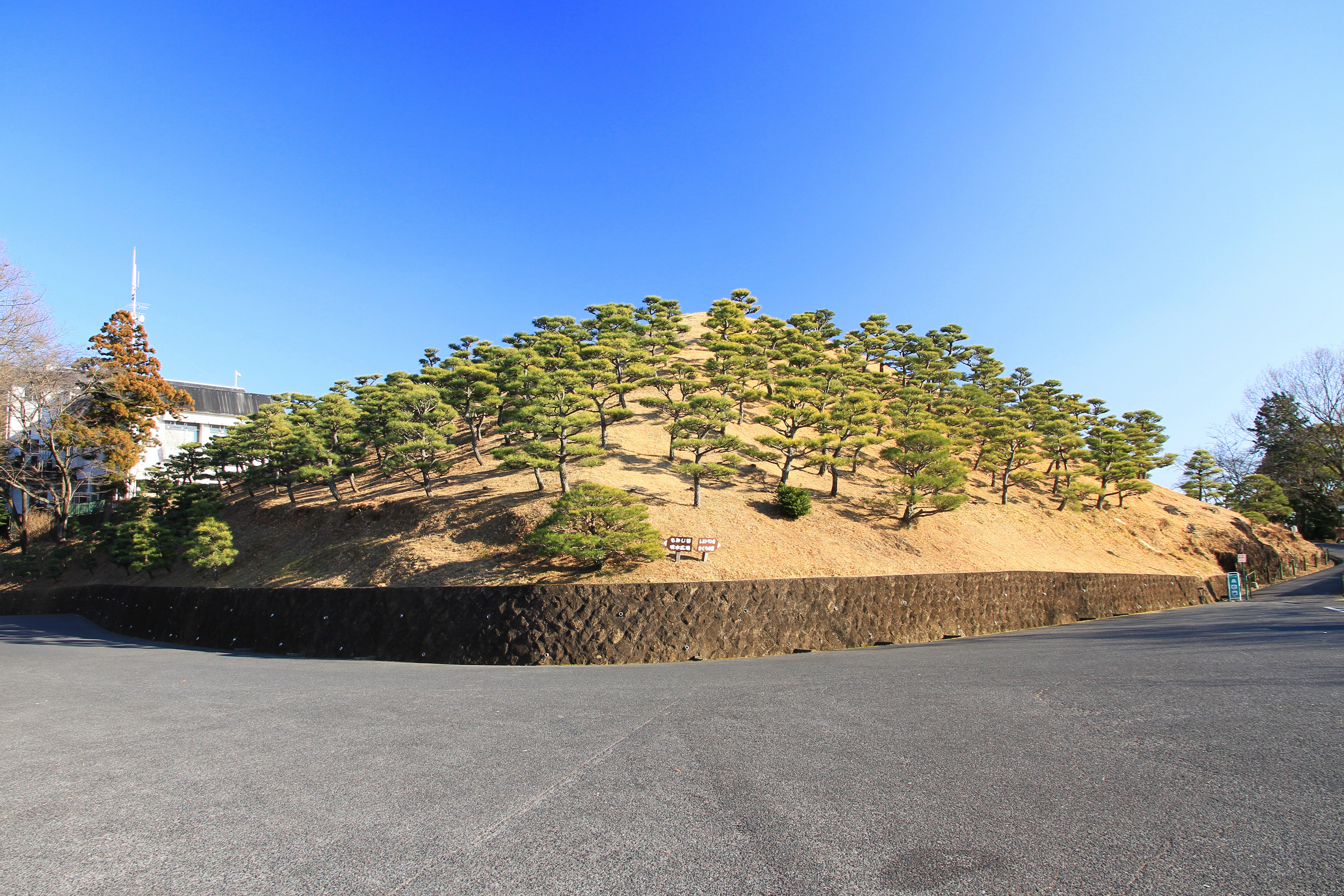
機神山山頂古墳
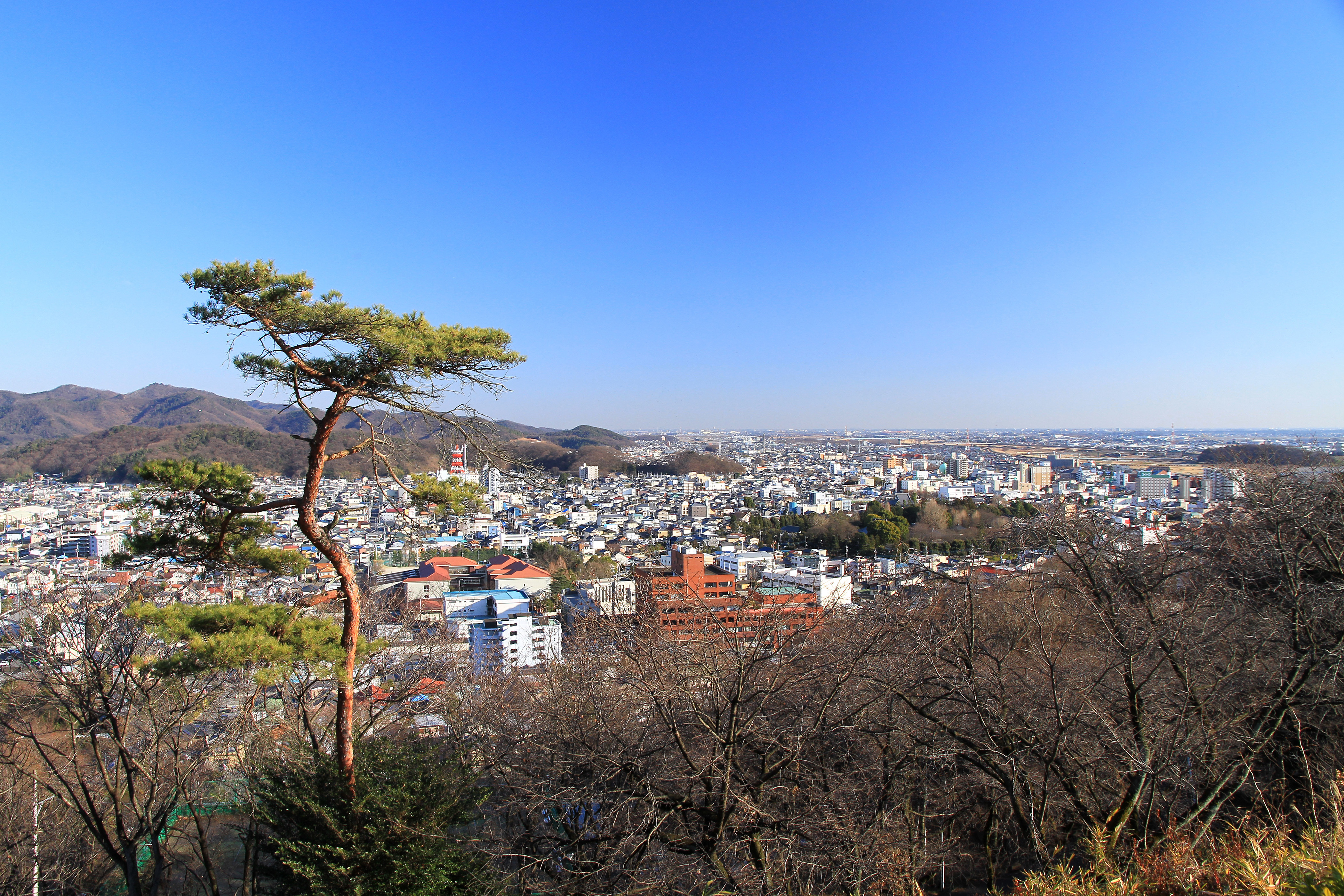
織姫公園より見下ろす足利市

## 交通
- 両毛線：足利駅北口より、徒歩約20分。
- 東武伊勢崎線：足利市駅北口より、徒歩約20分。